# Cellectis
Cellectis est une entreprise d’ingénierie du génome spécialisée dans le développement d’immunothérapies fondées sur les cellules T CAR ingénierées[pas clair], créée en 1999 sur un transfert de technologie de l’Institut Pasteur.
L’immunothérapie adoptive anti-cancer développée par Cellectis est fondée sur des cellules T allogéniques exprimant un récepteur antigénique chimérique (CAR) ciblant les leucémies aiguës et chroniques. Cellectis a introduit sur le marché des biotechnologies au début des années 2000, les méganucléases, des « ciseaux moléculaires » qui permettent de modifier l’ADN d’une cellule de façon ciblée. En janvier 2011, la société a obtenu une licence exclusive de l'Université du Minnesota pour la technologie de modification du génome TALEN. Cette technologie d’ingénierie des génomes est aujourd’hui utilisée par Cellectis pour le développement d’immunothérapies contre le cancer fondées sur les cellules CAR-T ingénierées (UCART).
Cellectis est cotée depuis 2007 sur le marché Alternext de NYSE Euronext à Paris et depuis 2015 sur le Nasdaq aux États-Unis. Le siège social de la société est situé à Paris et elle dispose également d’un bureau à New York.

## Historique
Le 20 décembre 1999 Cellectis est créé, devenant ainsi la troisième start-up née sur le campus de l’Institut Pasteur. Ses fondateurs, à l’époque chercheurs à l’Institut Pasteur, sont André Choulika et David Sourdive. Ils cherchent à mettre au point une technologie capable de modifier l’ADN de façon maîtrisée, rapide, sûre et reproductible.
En 2000, Cellectis obtient la première licence de brevets de l’Institut Pasteur.
En 2001, Cellectis obtient la signature des premiers accords de licence.
En 2002, est créé le conseil scientifique sous la présidence du Pr François Jacob, prix Nobel de médecine 1965.
En 2003, la première méganucléase synthétique hybride est conçue.
En 2005 Cellectis développe la première méganucléase à spécificités modifiées.
En 2006, The Journal of Gene Medicine fait paraitre la première publication scientifique montrant l’efficacité in vivo des méganucléases.
Le 7 décembre 2007, Cellectis entre en bourse sur le marché Alternext de NYSE-Euronext.
En 2010, Cellectis créé Calyxt, Inc. (précédemment Cellectis plant sciences).
En 2011, l'entreprise obtient une licence exclusive pour l’utilisation commerciale de la technologie TALEN de l’Université du Minnesota. Elle commence à développer et à améliorer la technologie TALEN pour mettre au point des immunothérapies contre le cancer fondées sur les cellules CAR-T ingénierées (UCART).
En 2014, le groupe Pfizer entre au capital de Cellectis à hauteur de 10 %.
En 2015, création de Cellectis, Inc.
Le 25 mars 2015, Cellectis entre en bourse sur le Nasdaq aux États-Unis pour une valeur de 228,25 USD par action.
Le 1er novembre 2023, Cellectis signe avec AstraZeneca « un accord de collaboration et d'investissements » qui doit permettre de développer de nouveaux produits « en immunologie, en oncologie et dans les maladies rares notamment », selon le communiqué du géant britannique.

## Produits et technologies

### Nucléases artificielles
Cellectis produit en 1999 un outil d’ingénierie du génome, les méganucléases, qui sont à l’époque la première technologie de modification du génome. L’entreprise est restée concentrée sur les méganucléases jusqu’en 2010, lors de la découverte par des scientifiques de l’Université du Minnesota des nucléases effectrices TAL ou TALEN. Les nucléases TAL sont extrêmement précises, spécifiques à leur cible et efficaces, notamment grâce à la longueur de leur site de liaison qui est supérieur à 30 paires de base. Leurs diverses applications dans l’ingénierie du génome et leur spécificité en font la technologie la plus fiable pour des applications thérapeutiques.
Au début de l’année 2013, Cellectis teste la technologie CRISPR-Cas9 et lance une série d’expériences pour comparer cette technologie avec son portefeuille de technologies d’édition du génome. Cellectis reçoit de l’Office européen des brevets, une licence d’utilisation de CRISPR dans les cellules T.

### Pulse Agile
La société utilise la technologie d'électroporation brevetée pour incorporer des molécules d'ARNm et d'ADN dans les cellules. Cette méthode apporte une efficacité de transfection élevée et préserve la viabilité cellulaire.

## Filiales
- Calyxt (précédemment Cellectis plant sciences) est implanté à New Brighton (Minnesota) aux États-Unis et développe des produits alimentaires plus sains. Calyxt a conçu une plateforme d’amélioration de la valeur agronomique et de la qualité des cultures, à destination des industries agricoles et alimentaires.
- Cellectis, Inc., qui est implantée à New York City aux États-Unis[20], participe au développement de programmes innovants à partir de lymphocytes T armés d'un CAR ciblant certains types de cancer.

## Propriété intellectuelle
Cellectis détient les droits d’exploitation exclusifs sur neuf familles de brevets délivrés et de demandes de brevets de l’Institut Pasteur, relatives à l’utilisation de la Recombinaison homologue et des méganucléases pour induire une recombinaison de l’ADN.
Cellectis détient également en propre un portefeuille de brevets, qui, au 31 décembre 2016, concernait 144 brevets déposés et 551 demandes en cours d"examen.

## Découverte majeure
En 2015 : première guérison d’une leucémie grâce à un traitement génétique, pour une petite fille britannique de 11 mois, grâce à un médicament expérimental de la société Cellectis ; elle est la patiente du Dr Paul Veys, directeur de l’unité de transplantation de moelle osseuse du Great Ormond Street Hospital (GOSH) à Londres,. Il déclare le 6 novembre 2015 : « Sa leucémie était tellement agressive qu’une telle réponse est presque un miracle »,.

## Principaux actionnaires
Au 27 avril 2020.
| Pierre Bastid                     | 7,90% |
| Bpifrance Participations          | 6,73% |
| Pfizer Inc.                       | 6,51% |
| Capital Research & Management     | 2,78% |
| Baillie Gifford &                 | 2,37% |
| André Choulika                    | 2,35% |
| David J. Sourdive                 | 1,93% |
| Norges Bank Investment Management | 1,01% |
| BlackRock Fund Advisors           | 1,00% |
| Bessemer Investment Management    | 0,75% |